# Unterspreewald
Unterspreewald là một đô thị thuộc huyện Dahme-Spreewald, bang Brandenburg, Đức. Đô thị Unterspreewald có diện tích 25,8 km², dân số thời điểm 31 tháng 12 năm 2006 là 857 người.